# Canton de Templeuve-en-Pévèle
Le canton de Templeuve-en-Pévèle, précédemment appelé canton de Templeuve, est une circonscription électorale française du département du Nord créée par le décret du 17 février 2014. Il tient lieu de circonscription d'élection des conseillers départementaux et entre en vigueur lors des élections départementales de 2015.

## Histoire
Un nouveau découpage territorial du département du Nord entre en vigueur à l'occasion des premières élections départementales suivant le décret du 17 février 2014. Les conseillers départementaux sont, à compter de ces élections, élus au scrutin majoritaire binominal mixte. Les électeurs de chaque canton élisent au Conseil départemental, nouvelle appellation du Conseil général, deux membres de sexe différent, qui se présentent en binôme de candidats. Les conseillers départementaux sont élus pour 6 ans au scrutin binominal majoritaire à deux tours, l'accès au second tour nécessitant 12,5 % des inscrits au 1er tour. En outre la totalité des conseillers départementaux est renouvelée. Ce nouveau mode de scrutin nécessite un redécoupage des cantons dont le nombre est divisé par deux avec arrondi à l'unité impaire supérieure si ce nombre n'est pas entier impair, assorti de conditions de seuils minimaux. Dans le Nord, le nombre de cantons passe ainsi de 79 à 41.
Le canton de Templeuve-en-Pévèle est formé de communes des anciens cantons de Lannoy (5 communes), de Pont-à-Marcq (12 communes), de Cysoing (14 communes) et de Seclin-Nord (1 commune). Il est entièrement inclus dans l'arrondissement de Lille. Le bureau centralisateur est situé à Templeuve-en-Pévèle.
Par décret du 24 février 2021, le canton prend le nom de canton de Templeuve-en-Pévèle, à la suite du décret de changements de nom de novembre 2015 qui concerne le bureau centralisateur du canton.

## Représentation
| Période élective | Période élective | Mandat | Mandat   | Identité                    | Nuance | Nuance | Qualité |
| ---------------- | ---------------- | ------ | -------- | --------------------------- | ------ | ------ | --- |
| 2015             | 2021             | 2015   | 2021     | Joëlle Cottenye             |        | UDI    | Professeure Maire-adjointe de Hem Ancienne conseillère générale du Canton de Lannoy (2011-2015) Vice-présidente chargée de l'Education et des Collèges |
| 2015             | 2021             | 2015   | 2021     | Luc Monnet                  |        | DVD    | Chef d'entreprise Maire de Templeuve-en-Pévèle Ancien conseiller général du Canton de Cysoing (1998-2015) Président du groupe Union pour le Nord       |
| 2021             | 2028             | 2021   | en cours | Luc Monnet                  |        | DVD    | Conseiller sortant |
| 2021             | 2028             | 2021   | en cours | Charlotte Parmentier-Lecocq |        | LREM   | Chef d'entreprise, députée depuis 2017 |

### Résultats détaillés

#### Élections de mars 2015
À l'issue du 1er tour des élections départementales de 2015, deux binômes sont en ballottage : Joëlle Cottenye et Luc Monnet (Union de la Droite, 32,02 %) et Julie Ducroquet et Christian Fiquet (FN, 25,56 %). Le taux de participation est de 55,56 % (32 187 votants sur 57 934 inscrits) contre 46,81 % au niveau départemental et 50,17 % au niveau national.
Au second tour, Joëlle Cottenye et Luc Monnet (Union de la Droite) sont élus avec 68,38 % des suffrages exprimés et un taux de participation de 53,99 % (19 444 voix pour 31 281 votants et 57 935 inscrits).

#### Élections de juin 2021
Le premier tour des élections départementales de 2021 est marqué par un très faible taux de participation (33,26 % au niveau national). Dans le canton de Templeuve-en-Pévèle, ce taux de participation est de 38,04 % (23 359 votants sur 61 411 inscrits) contre 30,39 % au niveau départemental. À l'issue de ce premier tour, deux binômes sont en ballottage : Luc Monnet et Charlotte Parmentier-Lecocq (Union au centre et à droite, 33,96 %) et Sylvain Clement et Joëlle Cottenye (Union au centre et à droite, 26,03 %).
Le second tour des élections est marqué une nouvelle fois par une abstention massive équivalente au premier tour. Les taux de participation sont de 34,36 % au niveau national, 31,01 % dans le département et 38,67 % dans le canton de Templeuve-en-Pévèle. Luc Monnet et Charlotte Parmentier-Lecocq (Union au centre et à droite) sont élus avec 50,77 % des suffrages exprimés (10 441 voix pour 23 756 votants et 61 426 inscrits),,.

## Composition
Le canton de Templeuve-en-Pévèle comprend trente-deux communes entières.
| Nom                                         | Code Insee | Intercommunalité              | Superficie (km2) | Population (dernière pop. légale) | Densité (hab./km2) | Modifier                                    |
| ------------------------------------------- | ---------- | ----------------------------- | ---------------- | --------------------------------- | ------------------ | ------------------------------------------- |
| Templeuve-en-Pévèle (bureau centralisateur) | 59586      | CC Pévèle Carembault          | 15,84            | 6 979 (2022)                      | 441                | modifier les données · modifier les données |
| Anstaing                                    | 59013      | Métropole européenne de Lille | 2,30             | 1 643 (2022)                      | 714                | modifier les données · modifier les données |
| Attiches                                    | 59022      | CC Pévèle Carembault          | 6,68             | 2 241 (2022)                      | 335                | modifier les données · modifier les données |
| Avelin                                      | 59034      | CC Pévèle Carembault          | 13,76            | 2 575 (2022)                      | 187                | modifier les données · modifier les données |
| Bachy                                       | 59042      | CC Pévèle Carembault          | 6,41             | 1 890 (2022)                      | 295                | modifier les données · modifier les données |
| Baisieux                                    | 59044      | Métropole européenne de Lille | 8,68             | 5 361 (2022)                      | 618                | modifier les données · modifier les données |
| Bersée                                      | 59071      | CC Pévèle Carembault          | 10,93            | 2 289 (2022)                      | 209                | modifier les données · modifier les données |
| Bourghelles                                 | 59096      | CC Pévèle Carembault          | 6,55             | 1 678 (2022)                      | 256                | modifier les données · modifier les données |
| Bouvines                                    | 59106      | Métropole européenne de Lille | 2,71             | 766 (2022)                        | 283                | modifier les données · modifier les données |
| Camphin-en-Pévèle                           | 59124      | CC Pévèle Carembault          | 6,45             | 2 506 (2022)                      | 389                | modifier les données · modifier les données |
| Cappelle-en-Pévèle                          | 59129      | CC Pévèle Carembault          | 8,11             | 2 259 (2022)                      | 279                | modifier les données · modifier les données |
| Chéreng                                     | 59146      | Métropole européenne de Lille | 4,18             | 3 040 (2022)                      | 727                | modifier les données · modifier les données |
| Cobrieux                                    | 59150      | CC Pévèle Carembault          | 2,84             | 553 (2022)                        | 195                | modifier les données · modifier les données |
| Cysoing                                     | 59168      | CC Pévèle Carembault          | 13,62            | 4 717 (2022)                      | 346                | modifier les données · modifier les données |
| Ennevelin                                   | 59197      | CC Pévèle Carembault          | 9,92             | 2 417 (2022)                      | 244                | modifier les données · modifier les données |
| Fretin                                      | 59256      | Métropole européenne de Lille | 13,17            | 3 221 (2022)                      | 245                | modifier les données · modifier les données |
| Genech                                      | 59258      | CC Pévèle Carembault          | 7,46             | 2 811 (2022)                      | 377                | modifier les données · modifier les données |
| Gruson                                      | 59275      | Métropole européenne de Lille | 3,13             | 1 223 (2022)                      | 391                | modifier les données · modifier les données |
| Lesquin                                     | 59343      | Métropole européenne de Lille | 8,41             | 9 356 (2022)                      | 1 112              | modifier les données · modifier les données |
| Louvil                                      | 59364      | CC Pévèle Carembault          | 2,50             | 902 (2022)                        | 361                | modifier les données · modifier les données |
| Mérignies                                   | 59398      | CC Pévèle Carembault          | 8,61             | 3 476 (2022)                      | 404                | modifier les données · modifier les données |
| Moncheaux                                   | 59408      | CC Pévèle Carembault          | 4,97             | 1 683 (2022)                      | 339                | modifier les données · modifier les données |
| Mons-en-Pévèle                              | 59411      | CC Pévèle Carembault          | 12,37            | 2 077 (2022)                      | 168                | modifier les données · modifier les données |
| Mouchin                                     | 59419      | CC Pévèle Carembault          | 9,19             | 1 466 (2022)                      | 160                | modifier les données · modifier les données |
| La Neuville                                 | 59427      | CC Pévèle Carembault          | 3,95             | 606 (2022)                        | 153                | modifier les données · modifier les données |
| Péronne-en-Mélantois                        | 59458      | Métropole européenne de Lille | 1,14             | 1 001 (2022)                      | 878                | modifier les données · modifier les données |
| Pont-à-Marcq                                | 59466      | CC Pévèle Carembault          | 2,22             | 3 054 (2022)                      | 1 376              | modifier les données · modifier les données |
| Sainghin-en-Mélantois                       | 59523      | Métropole européenne de Lille | 10,48            | 2 844 (2022)                      | 271                | modifier les données · modifier les données |
| Thumeries                                   | 59592      | CC Pévèle Carembault          | 7,03             | 4 102 (2022)                      | 583                | modifier les données · modifier les données |
| Tourmignies                                 | 59600      | CC Pévèle Carembault          | 2,03             | 950 (2022)                        | 468                | modifier les données · modifier les données |
| Tressin                                     | 59602      | Métropole européenne de Lille | 1,89             | 1 390 (2022)                      | 735                | modifier les données · modifier les données |
| Wannehain                                   | 59638      | CC Pévèle Carembault          | 3,71             | 1 332 (2022)                      | 359                | modifier les données · modifier les données |
| Canton de Templeuve-en-Pévèle               | 5936       |                               | 221,24           | 82 408 (2022)                     | 372                | modifier les données                        |

## Démographie
En 2022, le canton comptait 82 408 habitants, en évolution de +6,66 % par rapport à 2016 (Nord : +0,51 %, France hors Mayotte : +2,11 %).
| 2013   | 2018   | 2022   |
| ------ | ------ | ------ |
| 74 813 | 79 054 | 82 408 |